# الجمال الداخلي (مسلسل)
الجمال الداخلي (هانغل: 뷰티 인사이드) هو مسلسل تلفزيوني كوري، من بطولة سيو هيون جين، لي مين كي ولي دا هي واهن جاي هيون. تم عرضه على قناة جي تي بي سي من 1 أكتوبر إلى 20 نوفمبر عام 2018.

## روابط خارجية
- الموقع الرسمي
 باللغة الكورية
- الجمال الداخلي على هانسينما
- الجمال الداخلي  في قاعدة بيانات الأفلام على الإنترنت (بالإنجليزية)